# Hogna rubromandibulata
Hogna rubromandibulata är en spindelart som först beskrevs av Octavius Pickard-Cambridge 1885.
Hogna rubromandibulata ingår i släktet Hogna och familjen vargspindlar. Inga underarter finns listade i Catalogue of Life.